# Josh Tedeku
Joshua Kwabena Banin Tedeku (1 marca 2003) – brytyjski aktor pochodzenia ghańskiego. Znany głównie ze swojej roli „Tazera” w brytyjskim serialu Supacell  oraz z roli Jaheima w serialu młodzieżowym Boarders.

## Wczesne życie i edukacja
Joshua Kwabena Banin Tedeku urodził się w marcu 2003 roku i wychowywał w angielskim Essex. Uczęszczał do Burnt Mill Academy w Harlow. W 2019 roku wygrał regionalny finał konkursu Jack Petchey Speak Out Challenge.

### Kariera
Tedeku zyskał rozgłos w 2019 roku, kiedy otrzymał rolę w filmie „The Last Straw II”. W 2021 roku wystąpił w brytyjskim serialu medycznym „Doctors” emitowanym na BBC One. W 2022 roku zagrał główną rolę w serialu science-fiction „Moonhaven” produkcji AMC+.
W 2023 roku wystąpił w krótkim filmie „Festival of Slaps”, a także wcielił się w postać Jaheima w młodzieżowym serialu „Boarders” emitowanym przez BBC Three.
W sierpniu 2022 roku ogłoszono, że Tedeku zagra jedną z głównych ról w serialu „Supacell” wyreżyserowanym przez Rapmana, który zadebiutował na platformie Netflix 27 czerwca 2024 roku.

## Życie prywatne
Jest kibicem Arsenalu.

## Filmografia

### Filmy
- 2019: „The Last Straw II” jako Josh
- 2023: „Festival of Slaps” jako Młody Ade

### Seriale
- 2021: „Doctors” jako Todd Jarrett
- 2022: „Moonhaven” jako Wish
- 2023: „A Town Called Malice” jako Eddie Carter
- 2024: „Boarders” jako Jaheim
- 2024: „Supacell” jako Tazer